# Lista de condados do Mississippi

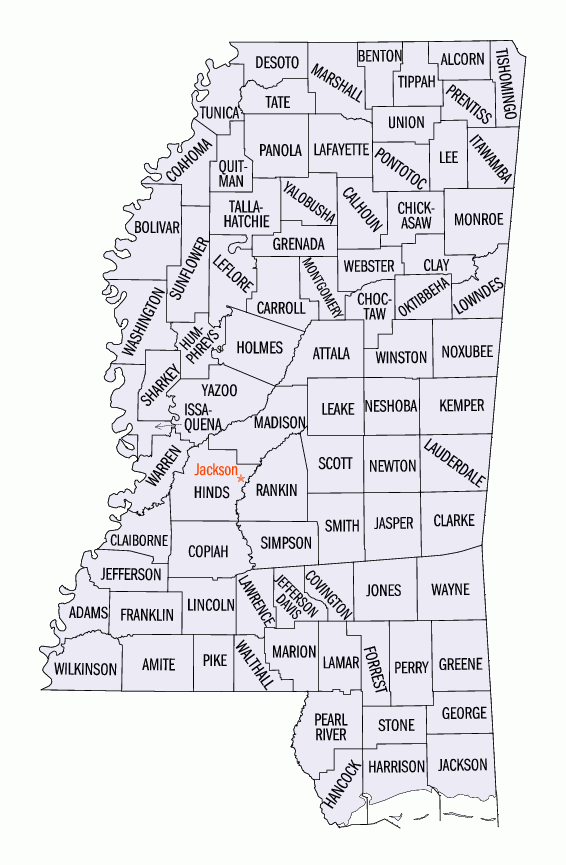
Mapa dos condados do Mississippi

Esta é a lista dos 82 condados do estado do Mississippi, Estados Unidos.
| - Adams - Alcorn - Amite - Attala - Benton - Bolivar - Calhoun - Carroll - Chickasaw - Choctaw - Claiborne - Clarke - Clay - Coahoma - Copiah - Covington - DeSoto | - Forrest - Franklin - George - Greene - Grenada - Hancock - Harrison - Hinds - Holmes - Humphreys - Issaquena - Itawamba - Jackson - Jasper - Jefferson - Jefferson Davis - Jones | - Kemper - Lafayette - Lamar - Lauderdale - Lawrence - Leake - Lee - Leflore - Lincoln - Lowndes - Madison - Marion - Marshall - Monroe - Montgomery - Neshoba - Newton | - Noxubee - Oktibbeha - Panola - Pearl River - Perry - Pike - Pontotoc - Prentiss - Quitman - Rankin - Scott - Sharkey - Simpson - Smith - Stone - Sunflower - Tallahatchie | - Tate - Tippah - Tishomingo - Tunica - Union - Walthall - Warren - Washington - Wayne - Webster - Wilkinson - Winston - Yalobusha - Yazoo |